# Helminthophis flavoterminatus
Helminthophis flavoterminatus är en kräldjursart som beskrevs av den tyske naturhistorikern och zoologen Wilhelm Peters 1857. Helminthophis flavoterminatus är en orm som ingår i släktet Helminthophis, och familjen Anomalepididae. Inga underarter finns listade i Catalogue of Life.

## Utbredning
H. flavoterminatus är en art som är endemisk i Venezuela och Colombia.